# Sumati de Mágada
Sumati foi um rei semilendário da dinastia de Briadrata que governou sobre Mágada em sucessão de Dridasena, seu pai. Reinou entre 907 e 885 a.C., segundo algumas reconstituições. Foi sucedido por seu filho Subala.